# Motorsportjahr 1899
◄ | 1895 | 1896 | 1897 | 1898 | Motorsportjahr 1899 | 1900 | 1901 | 1902 | 1903 | ►

Weitere Sportereignisse
Höhepunkt des Motorsportjahrs 1899 war die vom Automobile Club de France organisierte Tour de France automobile, einer Etappenrundfahrt durch Frankreich über insgesamt 2172 km Fahrstrecke, eine Distanz, die bei keinem anderen Stadt-zu-Stadt-Rennen mehr erreicht wurde.

## Rennkalender
| Datum         | Rennen                                     | Sieger                                             |
| ------------- | ------------------------------------------ | -------------------------------------------------- |
| 26. Januar    | Coupe de Périgord                          | Léonce Girardot (Panhard & Levassor)               |
| 14. März      | Verona–Brescia–Mantua–Verona               | Louis Bouvier (Léon Bollée)                        |
| 21. März      | Nizza–Castellane–Nizza                     | Albert Lemaître (Peugeot)                          |
| 6. April      | Pau–Bayonne–Pau                            | Albert Lemaître (Peugeot)                          |
| 28. April     | Limone–Cuneo–Turin                         | De Gras (Peugeot)                                  |
| 30. April     | Turin–Pinerolo–Avigliana–Turin             | De Gras (Peugeot)                                  |
| 14. Mai       | Antwerpen                                  | Pierre de Crawhez (Daimler)                        |
| 22. Mai       | Bordeaux–Périgueux–Bordeaux                | Barbereau (Léon Bollée)                            |
| 22. Mai       | Bologna–Poggio Renatico–Malalbergo–Bologna | Emilio Laporte (Orio & Marchand)                   |
| 24. Mai       | Paris–Bordeaux                             | Fernand Charron (Panhard & Levassor)               |
| 6. Juni       | Critérium des Voiturettes                  | Wilfrid (Léon Bollée)                              |
| 11. Juni      | Aubagne–Aix                                | Gras (Peugeot)                                     |
| 19. Juni      | Padua–Vicenza–Thiene–Bassano–Treviso–Padua | Rossati (Mors)                                     |
| 1. Juli       | Brüssel–Namur–Spa                          | Gaétan de Knyff (Panhard & Levassor)               |
| 2. Juli       | Frankfurt–Köln                             | Fritz Held (Benz)                                  |
| 2. Juli       | Salon–Arles–St. Gabriel–Salon              | de Farconnet (Turcat-Méry)                         |
| 4. Juli       | Spa–Bastogne–Spa                           | René de Knyff (Panhard & Levassor)                 |
| 14. Juli      | Mainz–Bingen–Koblenz–Mainz                 | Eugène de Dietrich (De Dietrich)                   |
| 16.–24. Juli  | Tour de France                             | René de Knyff (Panhard & Levassor)                 |
| 23. Juli      | Innsbruck–München                          | Eugène de Dietrich (De Dietrich)                   |
| 30. Juli      | Paris–Saint Malo                           | „Antony“ (Mors)                                    |
| 15. August    | Piacenza–Cremona–Borgo–Piacenza            | Emilio Laporte (Orio & Marchand)                   |
| 27. August    | Paris–Trouville                            | „Antony“ (Mors)                                    |
| 1. September  | Paris–Oostende                             | Léonce Girardot (Panhard & Levassor) Levegh (Mors) |
| 11. September | Brescia–Cremona–Mantua–Verona–Brescia      | Giuseppe Alberti (Mors)                            |
| 11. September | Treviso–Oderzo–Codognè–Conegliano–Treviso  | Andrea Antonini (Benz)                             |
| 17. September | Paris–Boulogne                             | Léonce Girardot (Panhard & Levassor)               |
| 20. September | Berlin–Leipzig                             | Fritz Held & Richard Benz (Benz)                   |
| 1. Oktober    | Bordeaux–Biarritz                          | Levegh (Mors)                                      |
| 8. Oktober    | Paris–Rambouillet–Paris                    | Louis Renault (Renault)                            |

## Rennergebnisse

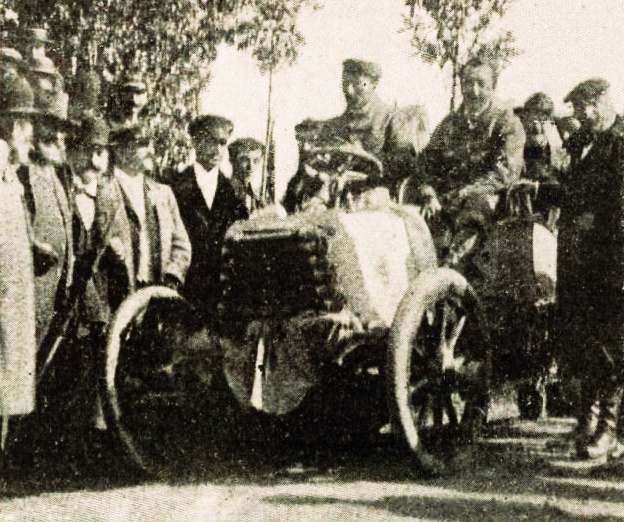
Der Rennsieger Fernand Charron

### Paris–Bordeaux

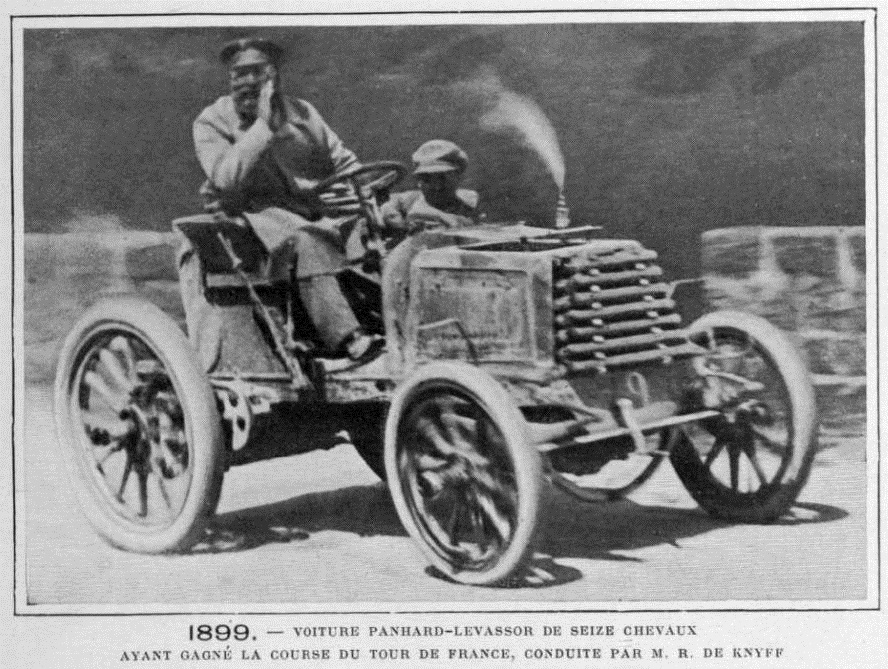
René de Knyff auf dem Siegerwagen Panhard & Levassor 16 CV

| Platz | Fahrer          | Team               | Zeit       |
| ----- | --------------- | ------------------ | ---------- |
| 1     | Fernand Charron | Panhard & Levassor | 11:43:20 h |
| 2     | René de Knyff   | Panhard & Levassor | 0+8:06 min |
| 3     | Léonce Girardot | Panhard & Levassor | +49:15 min |

Am 24. Mai 1899 wurde erneut ein Rennen auf der Strecke Paris–Bordeaux ausgetragen. Im Gegensatz zum Vorjahr (vgl. Motorsportjahr 1898) wurde die Veranstaltung nicht über zwei Tage, sondern nur an einem Tag durchgeführt. 65 Fahrzeuge waren gemeldet. Einer davon war ein noch nicht 18-jähriger Lehrling des italienischen Herstellers Prinetti & Stucchi, der mit einem von ihm umgebauten Dreirad mit zwei Motoren startete: Ettore Bugatti. Ans Ziel kam er nicht.
Panhard & Levassor, die große Marke der Jahrhundertwende, belegte die Plätze eins bis sechs. Der Sieg auf der 565 km langen Strecke ging mit einem Schnitt von rund 49 km/h an Fernand Charron.

### Tour de France automobile
| Platz | Fahrer                      | Team               | Zeit         |
| ----- | --------------------------- | ------------------ | ------------ |
| 1     | René de Knyff               | Panhard & Levassor | 44:43:39,2 h |
| 2     | Léonce Girardot             | Panhard & Levassor | +4:53:00,2 h |
| 3     | Gaston de Chasseloup-Laubat | Panhard & Levassor | +5:01:38,8 h |

Auf der Suche nach neuen Herausforderungen für Autos und Fahrer wählte der französische Automobilclub eine Rundstrecke quer durch Frankreich. Das Rennen mit Namen Tour de France führte vom 16. bis zum 24. Juli 1899 in sieben Etappen über 2172 km von Paris über Vichy, Périgueux, Nantes und zurück nach Paris.
Bemerkenswert war, dass Fernand Charron nach einem Getriebedefekt 40 km im Rückwärtsgang zurücklegte, bevor er aufgeben musste. Das Rennen endete dennoch mit einem Vierfachsieg für Panhard & Levassor durch Baron René de Knyff, Léonce Girardot, Baron Gaston de Chasseloup-Laubat und Émile Voigt. 
Dem Rennen wurde in den 1920er Jahren vom Automobile Club de France rückwirkend der Titel IV Grand Prix de l’ACF verliehen.

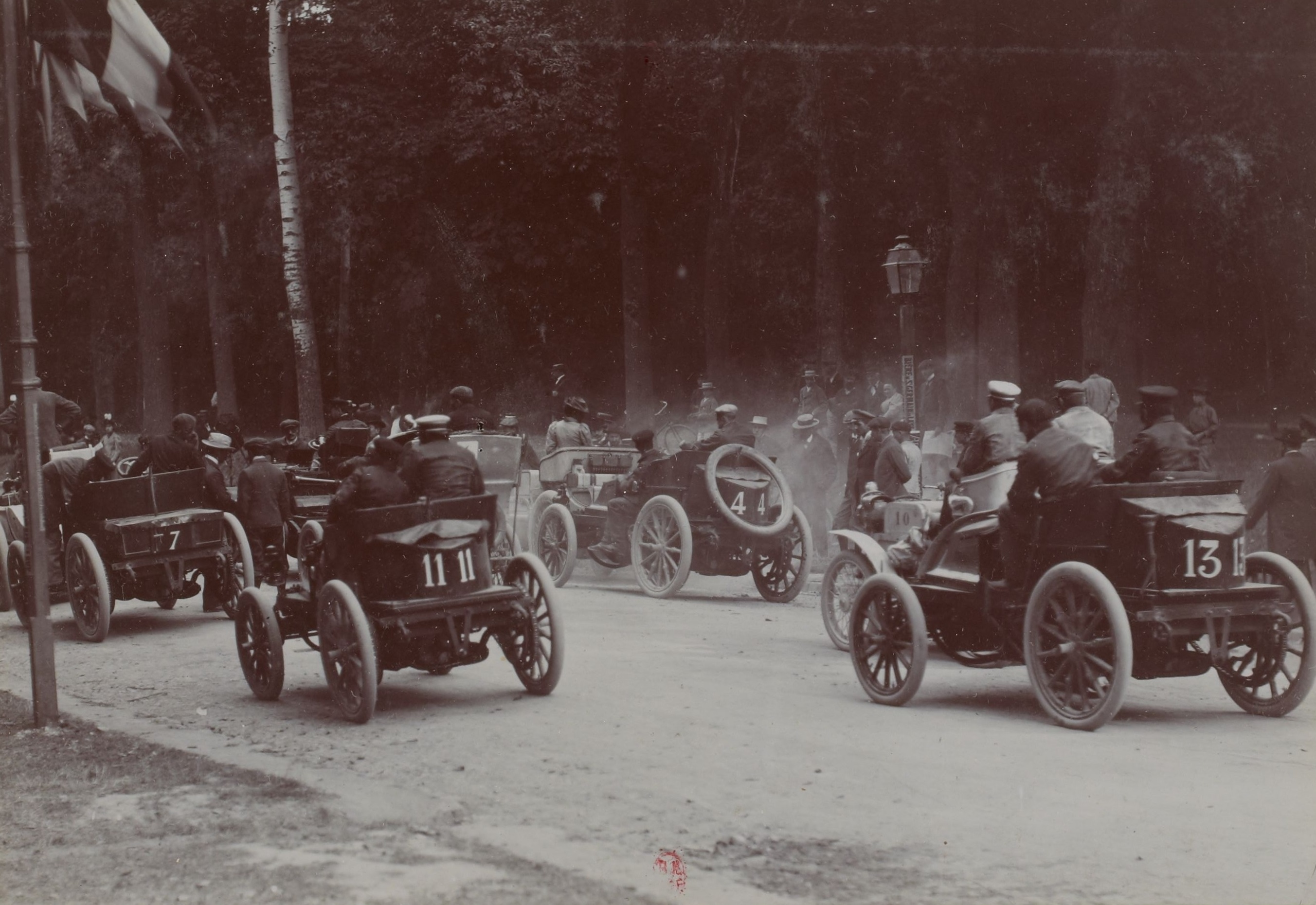
Start zum Rennen Paris–Oostende: ganz links einer der späteren Sieger, „Levegh“ (Nr. 7)

### Paris–Oostende
| Platz | Fahrer           | Team               | Zeit      |
| ----- | ---------------- | ------------------ | --------- |
| 1     | Léonce Girardot  | Panhard & Levassor | 6:11 h    |
| 1     | „Levegh“         | Mors               | 6:11 h    |
| 3     | Georges Lemaitre | Peugeot            | +21:0 min |

Beim Rennen von Paris über 324 km nach Ostende am 1. September 1899 durchbrach das französische Team Mors erstmals die Dominanz der Panhard & Levassor. Da man die Zeit nur minutengenau maß, wurden Girardot und „Levegh“ zeitgleich zu Siegern erklärt.